# Sibylle (S617)
Pour les articles homonymes, voir Sibylle (homonymie).
La Sibylle (S617) (ex-P79, ex-HMS Sportsman) faisait partie des unités sous-marines de Groupe 3 de la classe S construites entre 1941 et 1944 par les Britanniques pour des opérations offensives.

## Faits d'armes durant la Seconde Guerre mondiale
Torpillage, le 8 février 1944, du navire allemand le SS Petrella, transportant 3 173 prisonniers de guerre italiens. 2 670 d'entre eux périssent.

## Transformation
La Sibylle avait été prêtée à la France en 1951, ainsi que trois autres submersibles (Sultane 2, Saphir 3 et Sirène 3), que la Marine française avait affectés au GASM (Groupe d'action sous-marine).
Devant assurer la formation des sous-mariniers dans le cadre du GASM de Toulon, le sous-marin est débarrassé de son artillerie de pont et ses tubes lance-torpilles sont condamnés.
Un schnorchel rabattable est installé derrière la baignoire.

## Histoire

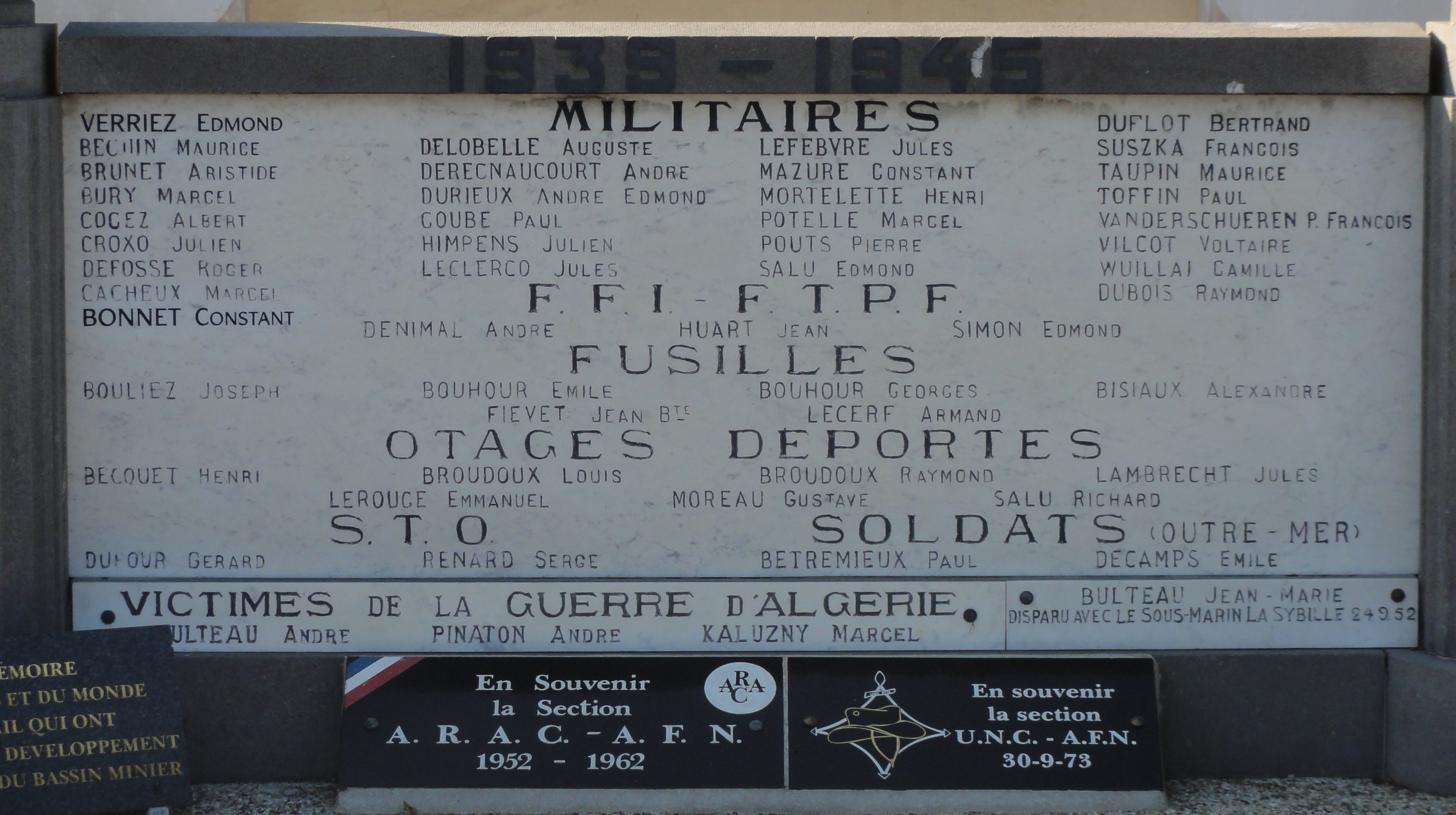
Mention (en bas à droite) de la disparition de Jean-Marie Bulteau avec celle du sous-marin sur le monument aux morts situé dans le cimetière de Somain.

Le sous-marin français Sibylle, qui effectuait des exercices de plongée entre Toulon et le cap Camarat, avec quarante-huit hommes à son bord, le 24 septembre 1952 n'est pas remonté à la surface.
Sa disparition a soulevé une vive émotion en France, mais aussi en Grande-Bretagne où la Royal Navy a offert sa participation aux recherches. La Sibylle, commandée par le lieutenant de vaisseau Gustave Curot, était cependant d'ores et déjà considérée comme perdue. Le sous-marin reposait par sept cents mètres de fond. À une telle profondeur, les secours, à supposer que sa coque n'ait pas été disloquée par la pression, étaient absolument impossibles à réaliser.